# TMX1
TMX1‏ (Thioredoxin related transmembrane protein 1) هوَ بروتين يُشَفر بواسطة جين TMX1 في الإنسان.